# La Tragédie espagnole
La Tragédie espagnole (The Spanish Tragedy: or, Hieronimo is Mad Againe) est une tragédie de Thomas Kyd écrite entre 1582 et 1592. Elle est considérée comme une source pour Hamlet, Prince du Danemark de Shakespeare.